# Monique de La Roncière
Monique de La Roncière est une géographe et bibliothécaire française née le 28 mars 1916 à Paris 6e et morte le 29 octobre 2002 à Brunoy. Conservatrice au département des Cartes et Plans de la Bibliothèque nationale de France, elle participe à la rédaction des notices des portulans et des vélins des collections. Son travail est récompensé par la Grande médaille d'or de la Société de Géographie.

## Enfance et formation
Monique de la Roncière est la fille de l'historien et bibliothécaire Charles de La Roncière. Après une licence d'histoire-géographie, elle obtient son diplôme de bibliothécaire en 1941.

## Carrière
Monique de La Roncière est bibliothécaire de la Société de géographie à partir de 1940 et pendant une grande partie de sa carrière. Son engagement est récompensé par la Grande médaille de la Société de Géographie décernée à titre exceptionnel en 1979 pour sa compétence durant sa carrière à la Bibliothèque de la Société. En 1942, elle rejoint le département des Imprimés de la Bibliothèque nationale de France (BNF) et en 1943 le département des Cartes et Plans. Elle en devient conservatrice de 1965 à 1980.

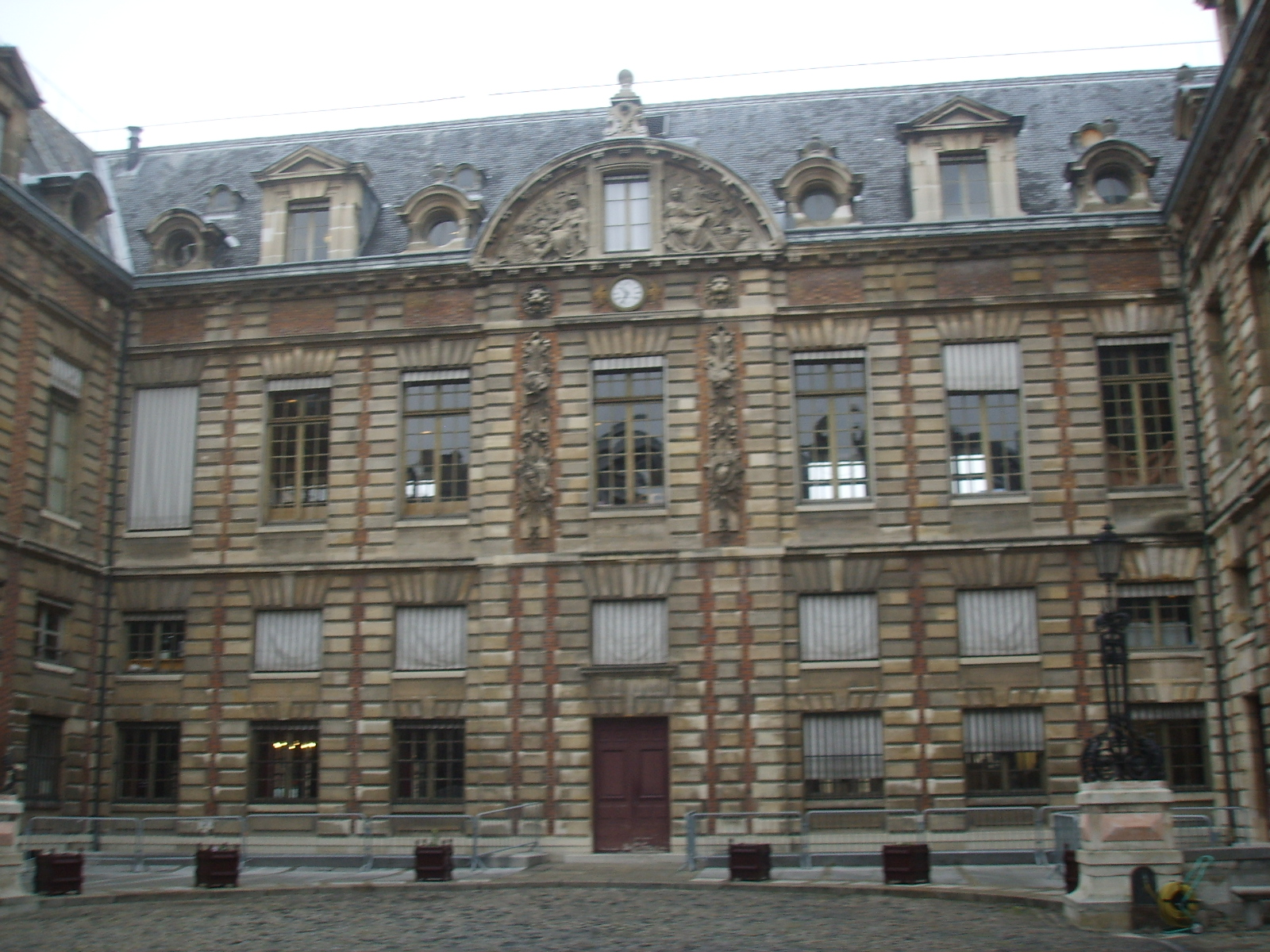
Le département des Cartes et Plans se trouve dans l'hôtel Tubeuf, sur le site Richelieu de la BnF.

Elle est secrétaire du Comité des travaux historiques et scientifiques et de la Société de géographie.

## Travaux
En tant que conservatrice, elle participe à la rédaction de plusieurs catalogues sur les fonds de la BNF et à la réalisation d'expositions. C'est le cas du catalogue des cartes nautiques sur vélin réalisé avec Myriem Foncin et Marcel Destombes, fruit d'un travail de trente ans publié en 1963. Il décrit les 463 vélins enrichis de notices descriptives et d'indications bibliographiques détaillées.  Elle travaille sur les portulans du XIIIe au XVIIe siècle avec Michel Mollat du Jourdin. En découle un important livre, luxueux, érudit et technique, qui reprend la centaine des cartes hydrographiques du département des Cartes et Plans, dont la carte Pisane. Ouvrage de référence, il est traduit et diffusé en anglais et allemand.

## Publications

### Ouvrages
- Monique de La Roncière et Michel Mollat du Jourdin, Les Portulans : Cartes marines du XIIIe au XVIIe siècle, Nathan, 1er janvier 1984, 295 p. (ISBN 978-2092905388)
- Myriem Foncin et Monique de La Roncière, Les cartes sur vélin de la bibliothèque de la Société de Géographie, décembre 1961
- Myriem Foncin, Marcel Destombes et Monique de La Roncière, Catalogue des cartes nautiques sur vélin conservées au Département des cartes et plans, Paris, Acta Geographica, 1961

### Articles
- Monique de La Roncière, « Cartes manuscrites (1699-1701) de l'hydrographe de l'East India Company, John Thornton », Publications de la BNF,‎ 1964
- Myriem Foncin et Monique de La Roncière, « Les globes de Blaeu à la Bibliothèque nationale », Actes du 87ème Congrès national des Sociétés savantes,‎ 1962
- Monique de La Roncière, « Les Sources cartographiques de l'histoire des Mascareignes et des Seychelles à la Bibliothèque nationale », Actes du 4ème Congrès de l'Association historique internationale de l'Océan Indien,‎ 1979, p. 337-344
- Monique de La Roncière, « La naissance de la cartographie maritime », Cols bleus, no 1233,‎ mai 1972, p. 11-13

## Distinctions
- Chevalière dans l'ordre des Palmes académiques en 1964[5] ;
- Chevalière de la Légion d'honneur en 1979[5] ;
- Lauréate de la Grande médaille d'or de la Société de Géographie en 1979[3].